# Cool Britannia

Певица Джери Халлиуэлл в платье с Британским флагом

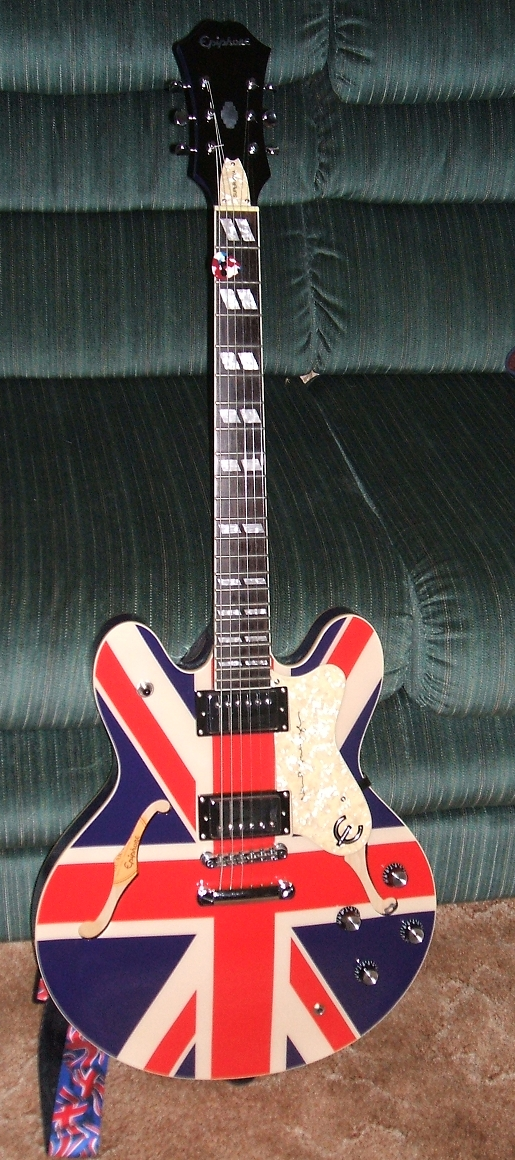
Epiphone Sheraton Ноэла Галлахера с Юнион Джеком

Cool Britannia (с англ. — «Клёвая Британия») — термин, характеризующий период повышенной гордости в культурной среде Великобритании, продолжавшийся на протяжении бо́льшей части 1990-х годов. Был вдохновлён достижением поп-культуры Британии 1960-х гг, а также международным успехом страны на музыкальной сцене в 90-х жанра брит-поп и большой популярности отдельных групп, таких как Spice Girls и Oasis. Все эти музыкальные триумфы привели к повышению гордости и оптимизма среди британских подданных, после череды «лихих» лет двух предыдущих десятилетий. Сам термин появился благодаря игре слов с названием британской патриотической песни «Rule, Britannia!».

## Происхождение термина
Фраза «Cool Britannia» впервые была использована в 1967 году группой Bonzo Dog Doo Dah Band, для названия одной из песен. В начале 1996 года это словосочетание было зарегистрировано в качестве торговой марки для мороженого фирмы Ben & Jerry’s. В том же году фраза начала массово использоваться в СМИ и в рекламе, дабы подчеркнуть культурный ренессанс Лондона того периода. К примеру, один из номеров американского журнала Newsweek вышел под заголовком «London Rules». В 1997 году кандидат от Лейбористской партии Тони Блэр, расцениваемый многими как молодой и перспективный премьер-министр, являлся одной из главных движущих сил роста эйфории и оптимизма среди британского общества, на волне ажиотажа вокруг «Cool Britannia» (на фоне правительства Консервативной партии, находившейся до этого у власти в период с 1979 по 1997 годы).
Зачастую культурологи проводили параллели между этим термином и «Свингующим Лондоном», последний также использовался для описания бума в области искусства, моды и популярной музыки. Разница заключалась в периодах — термин «свингующий Лондон» появился в середине 60-х, в период правления Гарольда Вильсона, в свою очередь, события, породившие «Cool Britannia», происходили ровно через 30 лет. Такая параллель выглядела удачной, так же как и Блэр, Вильсон считался сравнительно молодым премьер-министром, его администрация пришла на смену длительного периода правления консервативного правительства (репутация которого была подмочена скандалами в последние годы), и его пребывание на этом посту совпало с периодом экономического процветания. Многие из творческих отраслей, описываемых термином «Cool Britannia», были вдохновлены музыкой, модой и искусством 1960-х годов.

## В культуре 1990-х
По большей части реальное значение феномена «Cool Britannia» относится к переходному периоду модной лондонской сцены, который включал: культурные события в клубах Ministry of Sound и Megatripolis, жанр брит-поп, с центральными группами в лице Blur и Oasis, различные фэшн-показы и художественные выставки, создаваемые модельерам и молодыми британским художникам того времени. «Cool Britannia» также стала своеобразным итогом в атмосфере, царившей среди британского общества на волне популярности брит-попа (середина 1990-х), когда появилась целая когорта коллективов, возродивших интерес к самобытной британской музыке на мировой сцене, таких как Oasis, Blur, Suede, Supergrass, Pulp, The Verve, а также Spice Girls. Укрепление гордости за свою страну (поддерживаемое сильным и непрерывным ростом британской экономики с 1993 года) символизировалось в культовых образах, таких как гитара Ноэля Галлахера с изображённым на ней Юнион Джеком и откровенное платье Джери Халлиуэлл (также с флагом Великобритании), которое она надела на церемонию Brit Awards 1997 года. Футбольный турнир Евро-96, проходивший в Англии, также считается событием, которое поспособствовало всплеску патриотизма.
В марте 1997 американский журнал Vanity Fair опубликовал специальный выпуск, посвященный феномену «Cool Britannia» с Лиамом Галлахером и Пэтси Кенсит на обложке; под заголовком «London Swings! Again!». Среди других знаменитостей, появившихся в этом выпуске, были: Александр Маккуин, Дэмиен Херст, Грэм Коксон и редакция журнала моды Loaded. Тем не менее, в 1998 году издание The Economist посетовало, что «многие люди уже устали от этого термина» и многих высокопоставленных политиков лейбористской партии, таких как министр иностранных дел Робин Кук, казалось, смущало его использование. К 2000 году — после существенного снижения интересу к жанру брит-поп этот термин использовался, в основном, в насмешливом или ироничном ключе.
Аналогичные термины прижились на постоянной основе в Уэльсе и Шотландии — «Cool Cymru» и «Cool Caledonia» соответственно.